# Robert Joseph Geisinger
Robert Joseph Geisinger (ur. 1958 w Parmie) – amerykański duchowny, Promotor Sprawiedliwości w Dykasterii Nauki Wiary od 2014. 

## Życiorys
Urodził się w 1958 roku w Parmie w stanie Ohio. Wstąpił w 1981 do Towarzystwa Jezusowego i został wyświęcony na kapłana 14 września 1991 roku. Uzyskał stopnie naukowe z literatury angielskiej, filozofii, prawa kanonicznego oraz tytuł Master of Divinity. Pełnił funkcję kanclerza archidiecezji Chicago, a następnie sędziego trybunału kościelnego archidiecezji. Był prokuratorem generalnym Towarzystwa Jezusowego. Wykładowca na Papieskim Uniwersytecie Gregoriańskim.
10 września 2014 r. papież Franciszek mianował go Promotorem Sprawiedliwości w Dykasterii Nauki Wiary.